# Willie Bester
Willie Bester es un escultor sudafricano, nacido en Montagu (Cabo) en 1956 y conocido por sus instalaciones, esculturas y pinturas realizadas con objetos encontrados.

## Datos biográficos
Nacido en la ciudad de Montagu perteneciente al distrito de los Llanos del Cabo (del inglés: Cape Flats), Bester tuvo que desplazarse con su familia a Township a la edad de diez años. Para ganar dinero, se vio obligado a dejar el colegio tras el sexto grado. Su trabajo fue estacional, y fue enviado a un campo de castigo al no haber encontrado un trabajo por más de un año. Bester se convirtió en artista a partir de 1986, cuando tomó clases de arte en los Community Art Projects de Ciudad del Cabo. 
El arte socialmente influenciado de Willie Bester ha tenido repercusión a nivel tanto local como internacional. Su principal objetivo es registrar en su arte los acontecimientos históricos acaecidos en Sudáfrica. Convertido en un icono del arte sudafricano, el arte de Willie Bester, de una alta carga social ha llegado progresivamente a audiencias locales e internacionales cada vez mayores. Su preocupación principal es registrar los acontecimientos de Sudáfrica en términos visuales. Adoptando un interesante enfoque, Bester aborda la población como un hallazgo histórico y utiliza cualquier tipo de cosas para realizar un collage de historia. La obra de Bester se encuentra representada en la colección de Jean Pigozzi.
En mayo de 2008, Bester se vio involucrado en una reyerta en un local supuestamente originada por los comentarios racistas realizados por el encargado del restaurante Richard Sterne.